# استراوبری پلینز (تنسی)
استراوبری پلینز (به انگلیسی: Strawberry Plains) یک منطقهٔ مسکونی در ایالات متحده آمریکا است که در تنسی واقع شده است. استراوبری پلینز ۴٬۶۶۷ نفر جمعیت دارد.